# Caria galbula
Caria galbula är en fjärilsart som beskrevs av Felder 1861. Caria galbula ingår i släktet Caria och familjen Riodinidae. Inga underarter finns listade i Catalogue of Life.